# Senftenberg (Dolní Rakousy)
Senftenberg je městys v okrese Kremže v rakouské spolkové zemi Dolní Rakousy. Obec leží ve vinařské oblasti Kremstal (Kremžské údolí) v jižní části Waldviertelu (Lesní čtvrti). S výměrou 34,76 kilometrů čtverečních patří Senftenberg k menším dolnorakouským obcím. Díky zemědělství a zejména vinařství je dodnes Senftenberg vesnickou obcí. Charakteristickým symbolem obce je zřícenina hradu Senftenberg.

## Geografie

### Členění obce
Senftenberg leží ve vinařské oblasti v Kremžském údolí v severní části Dolních Rakous. Hlavní obcí je v nadmořské výšce 254 metrů ležící městys Senftenberg. Městys sestává ze šesti katastrálních území (v závorkách je uveden počet obyvatel v roce 2001):
- Imbach (580)
- Meislingeramt (55)
- Priel (123)
- Reichaueramt (60)
- Senftenberg (1046)
- Senftenbergeramt (107)

V obecní části Imbach a Senftenberg je soustředěna většina obyvatel městyse. Priel, Senftenbergeramt, Meislingeramt a Reichaueramt jsou poněkud vzdálenější od obecního centra. Katastrální území Meislingeramt, Senftenbergeramt, Senftenberg a Imbach leží na hlavní silnici.

### Využití ploch
Celková výměra Senftenbergu činí 34,76 kilometrů čtverečních a kolem 75 % ploch je zalesněno.
Okolní krajinu vytváří malá vyvýšenina, částečně zalesněná. Obecní části, vyjma Senftenbergu a Imbachu, jsou propojeny venkovskými silnicemi, které se proplétají mezi rozlehlými vinicemi. Ve vinicích se pěstují většinou odrůdy Veltlínské zelené a Rýzlinky. Horninové vrstvy sestávají z žuly a ruly. Na nich jsou vydatné vrstvy hlíny a spraší.

### Sousední obce
(Od severu ve směru hodinových ručiček).
- Gföhl - na severu
- Droß - na severovýchodě
- Stratzing - na východě
- Krems an der Donau
- Weinzierl am Walde - na západě

Nejbližšími městy jsou
- Krems an der Donau
- Gföhl
- Zwettl
- Horn
- Langenlois.

## Historie
Název Senftenberg byl poprvé použitý v roce 1197 ve spojitosti se jménem Ruedeger de Senftenberc. Počátek vzniku osady se spojuje se "zámkem Senftenberg".

## Obyvatelstvo

### Vývoj počtu obyvatel
Hustota zalidnění je 56 obyvatel na kilometr čtvereční a je řídká (pro srovnání: Dolní Rakousy 83 a celé Rakousko 98 obyvatel). V mnoha dolnorakouských místech je v posledních letech tendence k vystěhovávání do okolních měst a později také do Vídně.
- 1869 1649
- 1910 2015
- 1991 2067
- 2001 pod 2000

### Složení obyvatel
K 1. lednu 2008 činil počet obyvatel
- 1937 (915 mužů / 1022 žen)
- 254 osob pod 15 roků (114/140),
- 1289 od 15 do 60 let (627/662)
- 394 přes 60 let (174/220).

Většina žen byla ve věku 45 až 49 (celkem 80), většina mužů ve věku od 40 do 44 (celkem 82).

### Původ a jazyk
Podle zjištění při sčítání lidu v roce 2001:
- 1912 (97,0 %) - hovorový jazyk Němčina
- 17 (0,9 %) srbština
- 5 (0,3 %) chorvatština
- 3 (0,2 %) slovinština
- 2 (0,1 %) maďarština
- 2 (0,1 %) čeština
- 30 (1,5 %) neznámé jazyky

Podle zjištění (k 1. lednu 2008) bylo:
- 1877 (96,9 %) obyvatel rakouských státních občanů
- 60 (3,1 %) obyvatel nemělo rakouské státní občanství
- 20 (1,0 %) obyvatel Senftenbergu mělo státní občanství německé
- 12 (0,6 %) bylo dříve jugoslávskými státními občany
- následovali Američané a 1 Asiat
- 7 (0,4 %) občanů bylo bez státní příslušnosti nebo nepojmenované.

Podle stavu v roce 2008 se 5,1 % občanů narodilo v jiných zemích než v Rakousku.

## Politika

### Obecní volby
Volby do obecního zastupitelstva a volba starostu se konají každých pět let. Poslední volby byly 14. března 2010. Na základě provedeného sčítání lidu byl zredukován počet v obecním zastupitelstvu z 21 (2000) na 19 (2005).

### Starosta
- Starosta Karl Steger (ÖVP) byl při posledních volbách v roce 2010 potvrzen ve své funkci (od 2005).
- Zástupce starosty je Helmut Pilz (ÖVP) a vedoucí kanceláře je Reinhard Mair.

### Volby do zemského sněmu
Podle výsledků voleb do „zemského sněmu“ v roce 2008 bylo zjištěno:
- Z celkového počtu 1346 platných hlasů získalo
  - (61,66 %) 830 hlasů ÖVP
  - (23,63 %) 318 SPÖ
  - (7,28 %) 98 FPÖ
  - (4,98 %) 67 Zelení[6]

### Partnerské obce
Od roku 1993 je uzavřena smlouva o partnerství se stejnojmenným městem Senftenberg v Německu. Město s 27 500 obyvateli leží v Braniborsku na východě Německa. Symbolem města je zámek a v sousedství je Senftenberger See. Obě města pořádají společné výstavy a organizují turismus.

## Náboženství
Přesné datum založení farnosti a místního kostela Senftenberg není známé. Duchovní v obci je poprvé zmiňován v roce 1368. farní úřad vznikl pravděpodobně jako vikariát mateřského kostela v Kremži (Krems). Důvodem byl asi předchůdce kostela "svatého Ondřeje", postavený ve 12. století. Před tou dobou je také doložena návštěva biskupa při jeho pouti přes Dolní Rakousy. V průběhu staletí vzniklo v osadě Senftenberg ještě několik kostelů.
Velká část obyvatel Senftenbergu vyznává římskokatolické náboženství. Při sčítání lidu v roce 2001 se zjistilo, že
- 88,5 % (1745 osob) jsou římskými katolíky
- 1,5 % (30) jsou evangelíky
- 2,1 % (41) jiné víry
- 7,9 % (155) bylo bez vyznání, nebo jiného neznámého náboženství

V Senftenbergu jsou dva kostely a kaple.
- „Farní kostel Narození Panny Marie“ se nachází v obecní části Imbach v klášteře dominikánském. Kostel byl po požáru v roce 1759 značně poškozený. Škody však byly roku 1782 opět napraveny. Starožitností v kostele jsou varhany, postavené v roce 1695 a jsou dosud funkční a nevykazují žádnou vážnou technickou závadu.
- „Farní kostel svatého Ondřeje“ se nachází v obecní části Senftenberg a byl postaven ve 12. století jako opevněný kostel s hradební zdí. Nachází se poblíž zříceniny hradu a nejprve byl postaven jako dřevěný kostel. V 18. století byl celý vnitřek kostela renovován.

## Hospodářství a infrastruktura

### Pracovní místa a pracovníci
Při sčítání lidu v roce 2001 bylo v Senftenbergu 68 pracovišť se 322 pracovníky, včetně 260 nezávislých. Hlavním odvětvím v obci je "ubytování a stravování" s 21 závody (64 pracovníků). Dalším významným oborem je "obchod, opravny motorových vozidel a spotřebního zboží" s 9 pracovišti (20 pracovníků), jakož i "drobná výroba" s 59 pracovníky a 9 pracovišti. Dřívější nedostatek pracovních příležitostí se řešil dojížděním do zaměstnání mimo bydliště.

### Zemědělství a lesnictví
Podle zjištění v roce 1999 bylo v zemědělství a lesnictví zaměstnáno 118 pracovníků, kteří obhospodařovali asi 766 hektarů ploch. Ani jediný provoz nebyl ve vlastnictví právnických osob.
V roce 1999 bylo napočítáno 63 chovného dobytka a 1097 užitkových zvířat. Asi 51 % z užitkových zvířat byla drůbež.

### Vinařství
Centrem vinařství je město Kremže (Krems), které patří mezi nejstarší vinařská města v Rakousku. V Kremži je také od roku 1875 vinařská škola a město je místem konání "dolnorakouské zemědělské výstavy".
V Senftenbergu v roce 2001 obhospodařovalo 158,02 hektarů 124 závodů. Z toho bylo (86 %) 136,6 hektarů vinic s odrůdami bílých vín a 17,74 (11 %) s odrůdami modrých vín. Z červených odrůd se pěstoval Zweigelt, z vín bílých Veltlínské zelené, Rýzlink a Müller-Thurgau.

### Doprava a infrastruktura
Přes Senftenberg probíhá hlavní silnice s autobusovou linkou.
Nejbližší železniční stanice je 7 km od Senftenbergu vzdálená v Kremži. Odtud je možné spojení do zemského hlavního města a do Vídně.
Nejbližší letiště je ve Wien-Schwechatu.

### Úřady a instituce
Mimo obecního úřadu městyse je v obci jeden praktický lékař, jeden zubní lékař, lékárna a ambulance pro elektroléčbu a Hydroterapie.
- Pro naléhavou potřebu je v místě Červený kříž.
- Nejbližší policejní stanice státní policie je v Gföhlu.
- Dále je tu pobočka Rakouské pošty.
- Ve Senftenbergu jsou tři sbory dobrovolných hasičů
  - v Senftenbergu (založený 1872)
  - v Imbachu (založený 1884)
  - v Prielu (založený 1898)
    - Tyto sbory patří pod okresní požární velitelství Kremže.[9]

### Školství a vzdělávání
- Ve Senftenbergu je
  - dolnorakouská zemská mateřská škola se třemi skupinami
  - obecná škola
- Hlavní škola a Gymnázium je v Kremži
- univerzity jsou ve Vídni, St. Pöltenu a v Kremži
- V Kremži jsou také tři Vysoké odborné školy

## Kultura a pamětihodnosti

### Budovy
- Poprvé v roce 1197 je zmiňován Senftenberg (zřícenina hradu), charakteristický symbol městyse Senftenberg. Nachází se jihovýchodně od obce Senftenberg. Dřívější přestavba na zámek byla v roce 1645. V průběhu Třicetiletých válek byl švédskými vojsky dobyt a následně zchátral. Před několika lety získal "Spolek hradní zříceniny Senftenberg" hrad na 100 roků do pronájmu a snaží se od té doby provádět renovaci této historicko kulturní památky. Charakteristické pro hrad je štítové zdivo a různé tvary věží.
- Jihovýchodně od obecní části Senftenberg stojí "Sgrafitový dům", do roku 1623 v držení bohatého měšťana, který jej používal jako sídlo, kancléřství a správcovský dům. Podle fresek se usuzuje, že vlastníci domu byli původně protestantského vyznání.

## Sport
V Senftenbergu je několik sportovních spolků. Pro sportovní aktivity slouží krytá plovárna, tenisový dvorec, fotbalové hřiště, kuželna, potápěčská základna, jakož i turistické stezky. Spolkem "12 apoštolů" byla vybudována před několika lety "přírodní lesní naučná stezka", která spojuje čtyři naučné zastávky. Střelecký spolek Senftenberg spojuje zájemce o střelbu z pistolí, pušek a na asfaltové holuby.
V roce 1967 byl založen fotbalový spolek "SC Senftenberg" hrající 2. třídu Wachau.
Závodní dráha pro motokros o délce 1415 metrů je v obecní části Imbach a od roku 1982 je využívaná pro mistrovství Rakouska.